# 劉海陽
刘海阳（?—?），西汉宗室，一作刘汝阳。汉景帝玄孙，广川惠王刘越曾孙，广川惠王刘齐之孙，广川戴王刘文之子。
汉宣帝元康二年（前64年）刘汝阳嗣位，在位十五年。刘海阳在室内墙壁上做男女淫秽图画，置酒请诸父姊妹饮酒观画。刘海阳与弟弟刘调等谋杀一家三口人。他的妹妹嫁与别人为妻，而刘海阳却强迫她与自己的幸臣通奸。甘露四年（前50年）夏季有司认定他犯有贼杀不辜、禽兽行，劾举治罪。朝廷废黜了他的广川王位，责令迁徙到房陵居住，废除广川国。元始二年（2年）汉平帝以刘文侄子刘榆嗣位，改封广德王。